# Ramsey-Umspuranlage

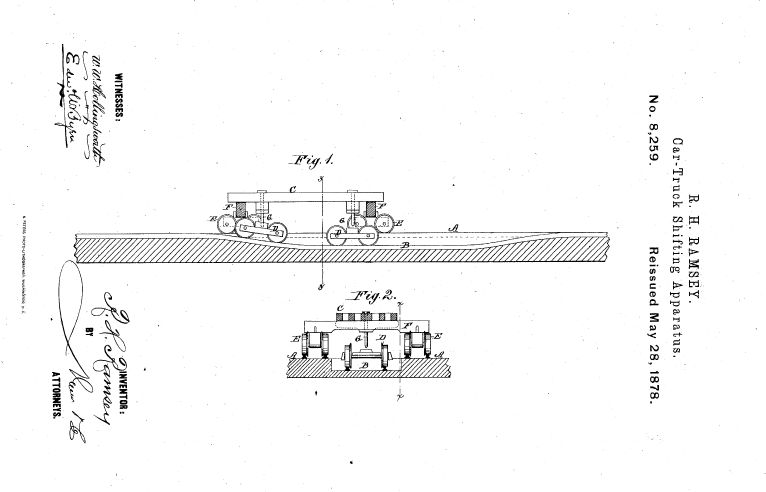
Zeichnung aus der ersten Patentanmeldung

Eine Ramsey-Umspuranlage (englisch: Ramsey's Car Transfer Apparatus) wurde eingesetzt, um Drehgestelle von Eisenbahnwagen ohne Kran zu wechseln, insbesondere bei der Umspurung von Normalspur auf Schmalspur oder Breitspur.

## Erfindung
Das Konzept wurde 1876 von Robert Henry Ramsey als eine einfache Vorrichtung zum Wechseln von Drehgestellen in Bahnbetriebswerken oder beim Befahren von Eisenbahnen mit unterschiedlichen Spurweiten erfunden und patentiert. Es gibt aber bereits frühere Patente zum Wechseln von Drehgestellen.

## Arbeitsablauf

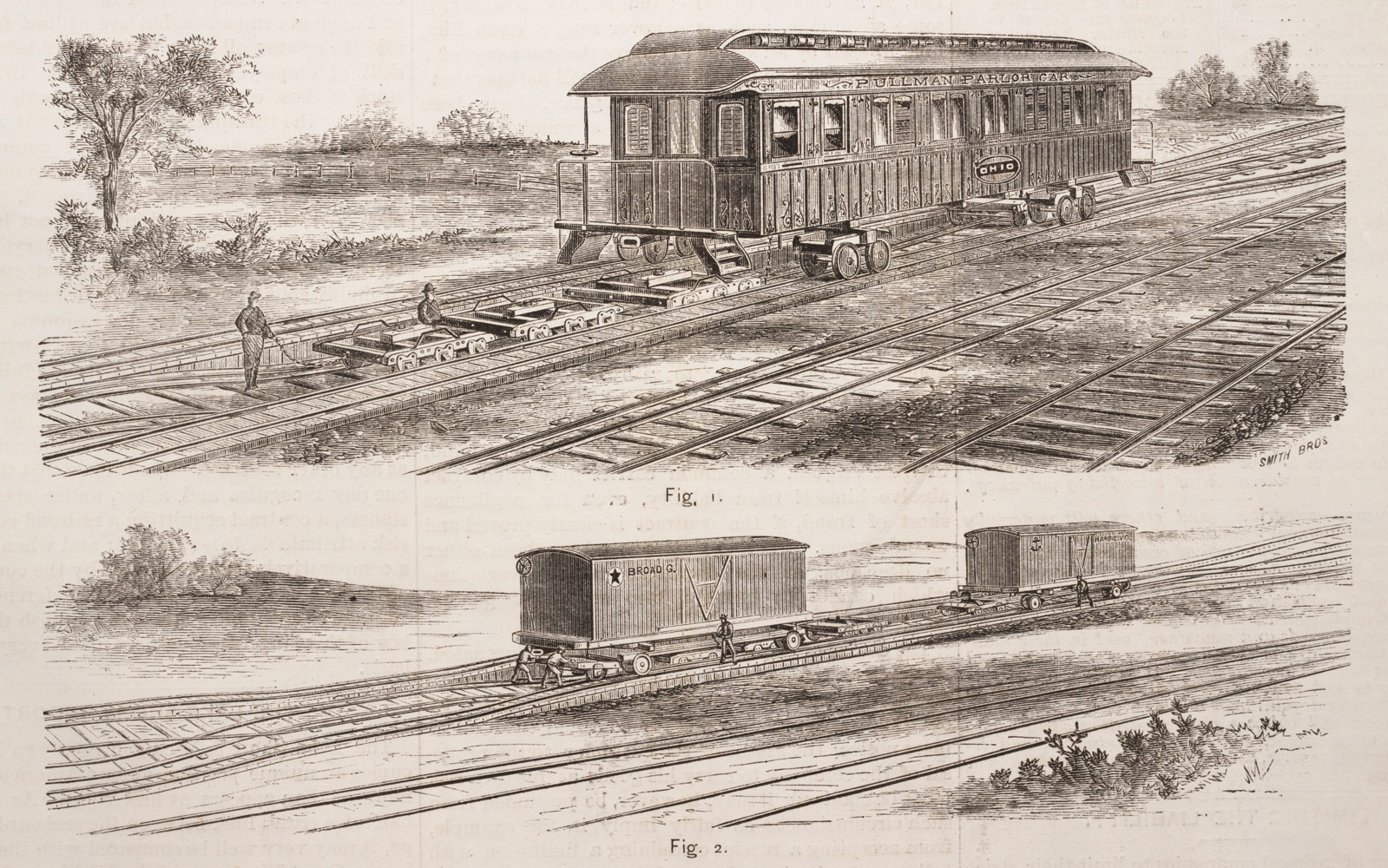
Ramsey-Umspuranlage

Zwei Schmalspurgleise wurden rechts und links einer Grube verlegt, in der das Gleis oder die Gleise der zu wechselnden Drehgestelle verliefen. An einem Ende der Grube wurde der Wagen vorne und hinten je auf einem Balken abgestützt, der auf je zwei Hilfslaufwerken ruhte, die auf den seitlich verlegten Gleisen fuhren. Bei langsamer Fahrt senkten sich die Drehgestelle in die Grube ab und lösten sich vom Drehzapfen, über den sie sonst das Gewicht des Wagens trugen. Die abgelösten Drehgestelle wurden mit einem Pferd oder einer Seilwinde aus der Grube gezogen und durch Drehgestelle einer anderen Spurweite ersetzt. Am anderen Ende der Grube wurden die Drehzapfen dann in die Lager der neuen Drehgestelle eingeführt, die nach Passieren der Steigung den Wagenkasten trugen. Die Prozedur konnte bei ungebremsten Wagen in weniger als 8 Minuten durchgeführt werden. Bei Wagen mit Handbremse oder den ab 1880 üblichen Druckluftbremsen dauerte es etwas länger.

## Anwender

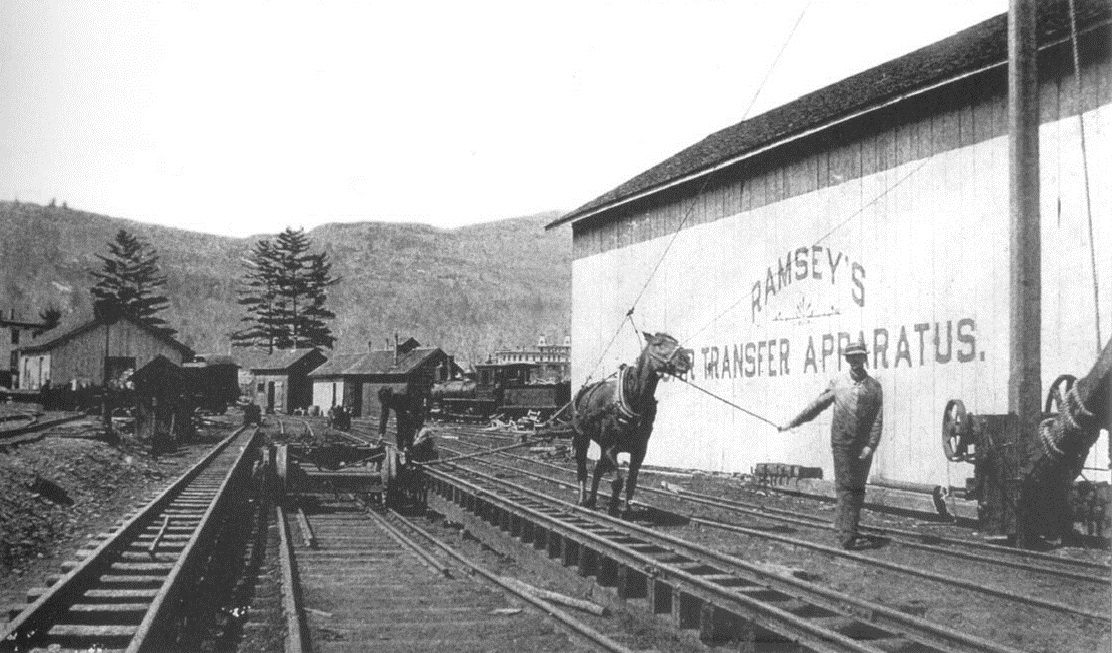
Ramsey-Umspuranlage in Phoenicia, 1882

Die Ligonier Valley Railroad setzte das Verfahren ab 1878 in Latrobe, Pennsylvania ein. Im gleichen Jahr wurde es auch von der normalspurigen Rochester & State Line Railroad an der Kreuzung mit der schmalspurigen Atlantic & Great Western Railroad in Salamanca, New York eingeführt. Es wurde auch zur Umspurung von Wagen der New York, Lake Erie & Western Railroad für die Gleise der Tonawanda Valley & Cuba Railroad verwendet.
Außerdem wurde das Verfahren bei der Lehigh Valley Railroad, der Wilmington, Columbia & Augusta Railroad, der W. C. Virginia Midland & Gt. S. Railroad, der Atlantic & Great Western Railroad, der Pittsylvania [sic] Railroad, der Pittsburg [sic] Southern Railroad, der Dayton, Covington & Toledo Railroad, der Dayton & Southeastern Railroad, der Memphis & Little Rock Railroad und vielen anderen eingesetzt. Die East Broad Top, eine Kohlenbahn in Pennsylvania, verwendete es im Mt. Union Yard noch bis zur Stilllegung der Bahnstrecke im Jahr 1956.

## Patente
- US Patent 178.079, 30. Mai 1876, Car Truck Shifting Apparatus
- US Patent RE8.259, 28. Mai 1878, Revidierte Version von US Patent 178.079
- US Patent 204.087,	21. Mai 1878, Car Transfer Apparatus
- US Patent 304.562,	2. September 1884, Car and Freight Transfer Apparatus
- US Patent 304.563,	2. September 1884, Car and Freight Transfer Apparatus